# Wasted Love
Clip vidéo
[vidéo] « Wasted Love », sur YouTube
Chansons représentant l'Autriche au Concours Eurovision de la chanson
We Will Rave
(2024)
Chansons ayant remporté le Concours Eurovision de la chanson
 The Code
(2024)
Wasted Love est une chanson de l'artiste autrichien JJ, sortie le 6 mars 2025 et sélectionnée pour représenter l’Autriche lors du Concours Eurovision de la chanson 2025, qu'elle remporte avec 436 points.

## Composition et thèmes
Wasted Love est une chanson écrite par Johannes Pietsch, Teya et Thomas Thurner — ce dernier en étant également producteur avec Pele Loriano et Wojciech Kostrzewa. La chanson, entièrement en langue anglaise, fusionne la pop avec des éléments lyriques dans un crescendo qui glisse vers des sons de techno.
Wasted Love explore les tourments d'un amour non réciproque : le protagoniste, accablé par un « océan d'amour », regarde la personne qu'il aime s'éloigner par la peur d'être accablé par celui-ci. Malgré la tentative de rester accroché au passé, il finit par dériver dans des émotions abyssales, incapable de combler le vide laissé par la rupture. Selon JJ, la chanson est inspirée de sa propre expérience d'un tel amour, dans lequel il a donné bien plus que le peu qu'il a reçu en retour.

## Clip
Le clip, dirigé par le cinéaste viennois Vesely Marek, a été publié conjointement avec la sortie de la chanson sur la chaîne YouTube du Concours Eurovision de la chanson. Selon Marek, la vidéo « a pour but d'être un voyage visuel dans les profonds abysses de l'amour non réciproque, mis en emphase par des éléments dramatiques ».

## Eurovision 2025
Le Concours Eurovision de la chanson 2025 se déroule à la Halle Saint-Jacques à Bâle, en Suisse, et s'articule autour de deux demi-finales qui se tiennent les 13 et 15 mai et s'achève par la finale le 17 mai 2025 à l'issue de laquelle Wasted Love décroche la première place du classement avec 436 points, dont 258 attribués par les jurys internationaux ainsi que 178 provenant des votes des téléspectateurs.